# أرابليش
أرابليش (بالإنجليزية: Arablish، نحت من Arabic + English)‏  هي لغة عامية هجينة بين اللغة العربية والإنجليزية. تم تسجيل المصطلح لأول مرة في عام 1984. يُطلق على هذا المصطلح أيضا Arbalizi وهو دمج بين كلمتي عربية وإنجليزي.
تستخدم هذه الطريقة يكون خاصة بين الشباب نتيجة لضعف المعرفة بإحدى اللغتين أو كليهما، أو قد تستخدم للفكاهة. تستخدم العربيزية بشكل متزايد في المحادثات العادية وعبر الإنترنت.
تتكون أرابليش عادة من إما سد الثغرات في معرفة المرء باللغة العربية بالكلمات الإنجليزية، والتحدث باللغة العربية بطريقة (على الرغم من أنها "عربية" ظاهريا) ستكون غير مفهومة لمتحدث اللغة العربية الذي ليس لديه أيضا معرفة عملية باللغة الإنجليزية.